# L'estate torbida
L'estate torbida è un romanzo scritto dello scrittore italiano Carlo Lucarelli, pubblicato nel 1991. È il secondo libro di una serie con protagonista il commissario De Luca.
Il romanzo è stato tradotto in francese, inglese, tedesco, giapponese e neogreco.

## Trama
Dopo la caduta della repubblica di Salò (Repubblica Sociale Italiana) la seconda guerra mondiale è finita ed il commissario De Luca è riuscito a sfuggire alla vendetta dei partigiani; infatti pur avendo lasciato la sezione speciale di polizia politica (la famigerata Legione Autonoma Mobile Ettore Muti) per divenire commissario dei normali servizi di sicurezza, il suo nome è tra quelli dei criminali fascisti da eliminare.
Nella sua fuga verso sud, tra Bologna e Ravenna, De Luca viene intercettato da Leonardi, un giovane brigadiere della polizia di un paesino; quest'ultimo lo riconosce per averlo già visto quando De Luca era all'apice della sua carriera conosciuto come il più brillante investigatore della polizia italiana.
Leonardi invece di denunciarlo, coinvolge il commissario in un'indagine alla ricerca del colpevole che ha sterminato a bastonate un'intera famiglia.
Nel caos dell'immediato dopoguerra il più stimato degli ex partigiani locali prende in odio De Luca; l'uomo, che si chiama Carnera, sembra non avere debolezze ed è perfino riuscito a punire la donna che ama facendole rasare i capelli perché aveva avuto rapporti con un militare tedesco. 
Le indagini diventano sempre più rischiose per De Luca che è costretto a dare supporto al giovane brigadiere Leonardi, scoprendo una serie di crimini innescata da regolamenti di conti politici e conclusa da un'imperdonabile leggerezza del colpevole. 

## Opere derivate
Nel 2008 dal libro è stato tratto un episodio della miniserie televisiva Il commissario De Luca con attore protagonista Alessandro Preziosi, regia di Antonio Frazzi.

## Edizioni
- Carlo Lucarelli, L'estate torbida, Sellerio, Palermo 1991
- Carlo Lucarelli, L'estate torbida, Editori riuniti, Roma 1997
- Carlo Lucarelli, L'estate torbida; Via delle oche, Mondolibri, Milano 2001
- Carlo Lucarelli, Il commissario De Luca, (Contiene: Carta bianca; L'estate torbida; Via delle oche), Sellerio, Palermo 2008
- Carlo Lucarelli, L'estate torbida; Via delle oche, legge: Pino Berengo Gardin, Centro Internazionale del Libro Parlato, Feltre 2008
- Carlo Lucarelli, L'estate torbida, Einaudi, Torino 2017